# Boston Marathon 1953
De Boston Marathon 1953 werd gelopen op maandag 20 april 1953. Het was de 57e editie van deze marathon. De Japanner Keizo Yamada kwam als eerste over de streep in 2:18.51.
Het parcours is te kort gebleken. Het had namelijk niet de lengte van 42,195 km, maar 41,1 km.
In totaal finishten er 92 marathonlopers. Aan deze wedstrijd mochten geen vrouwen deelnemen.

## Uitslag
| rang   | naam                  | land | tijd    |
| ------ | --------------------- | ---- | ------- |
| Goud   | Keizo Yamada          | JPN  | 2:18.51 |
| Zilver | Veikko Karvonen       | FIN  | 2:19.19 |
| Brons  | Gösta Leandersson     | SWE  | 2:19.36 |
| 4      | Katsuo Nishida        | JPN  | 2:21.35 |
| 5      | John J. Kelley        | USA  | 2:28.19 |
| 6      | Hideo Hamamura        | JPN  | 2:32.30 |
| 7      | John A. Kelley        | USA  | 2:32.46 |
| 8      | Kurao Hiroshima       | JPN  | 2:33.33 |
| 9      | John Patrick Lafferty | USA  | 2:38.04 |
| 10     | Norman Tamanaha       | USA  | 2:38.36 |

1897 ·
1898 ·
1899 ·
1900 ·
1901 ·
1902 ·
1903 ·
1904 ·
1905 ·
1906 ·
1907 ·
1908 ·
1909 ·
1910 ·
1911 ·
1912 ·
1913 ·
1914 ·
1915 ·
1916 ·
1917 ·
1918 ·
1919 ·
1920 ·
1921 ·
1922 ·
1923 ·
1924 ·
1925 ·
1926 ·
1927 ·
1928 ·
1929 ·
1930 ·
1931 ·
1932 ·
1933 ·
1934 ·
1935 ·
1936 ·
1937 ·
1938 ·
1939 ·
1940 ·
1941 ·
1942 ·
1943 ·
1944 ·
1945 ·
1946 ·
1947 ·
1948 ·
1949 ·
1950 ·
1951 ·
1952 ·
1953 ·
1954 ·
1955 ·
1956 ·
1957 ·
1958 ·
1959 ·
1960 ·
1961 ·
1962 ·
1963 ·
1964 ·
1965 ·
1966 ·
1967 ·
1968 ·
1969 ·
1970 ·
1971 ·
1972 ·
1973 ·
1974 ·
1975 ·
1976 ·
1977 ·
1978 ·
1979 ·
1980 ·
1981 ·
1982 ·
1983 ·
1984 ·
1985 ·
1986 ·
1987 ·
1988 ·
1989 ·
1990 ·
1991 ·
1992 ·
1993 ·
1994 ·
1995 ·
1996 ·
1997 ·
1998 ·
1999 ·
2000 ·
2001 ·
2002 ·
2003 ·
2004 ·
2005 ·
2006 ·
2007 ·
2008 ·
2009 ·
2010 ·
2011 ·
2012 ·
2013 ·
2014 ·
2015 ·
2016 ·
2017 ·
2018 ·
2019 ·
2020 ·
2021 ·
2022